# Chochołowska-Hütte
Die Chochołowska-Hütte (polnisch Schronisko PTTK na Polanie Chochołowskiej) liegt auf einer Höhe von 1146 Metern Höhe in Polen in der Westtatra im Tal Dolina Chochołowska auf der Alm Polana Chochołowska. Die Hütte ist mit 121 Planbetten die größte Schutzhütte in der polnischen Tatra. Das Gebiet gehört zur Gemeinde Kościelisko.

## Geschichte
Die Hütte wurde 1953 anstelle der im Zweiten Weltkrieg zerstörten Hütte des Warschauer Skiverbands errichtet. Seit 1954 liegt die Hütte im Tatra-Nationalpark. 1983 hat Papst Johannes Paul II. die Hütte aufgesucht. Sie steht im Eigentum des PTTK.

## Zugänge
Die Hütte ist u. a. zu erreichen:

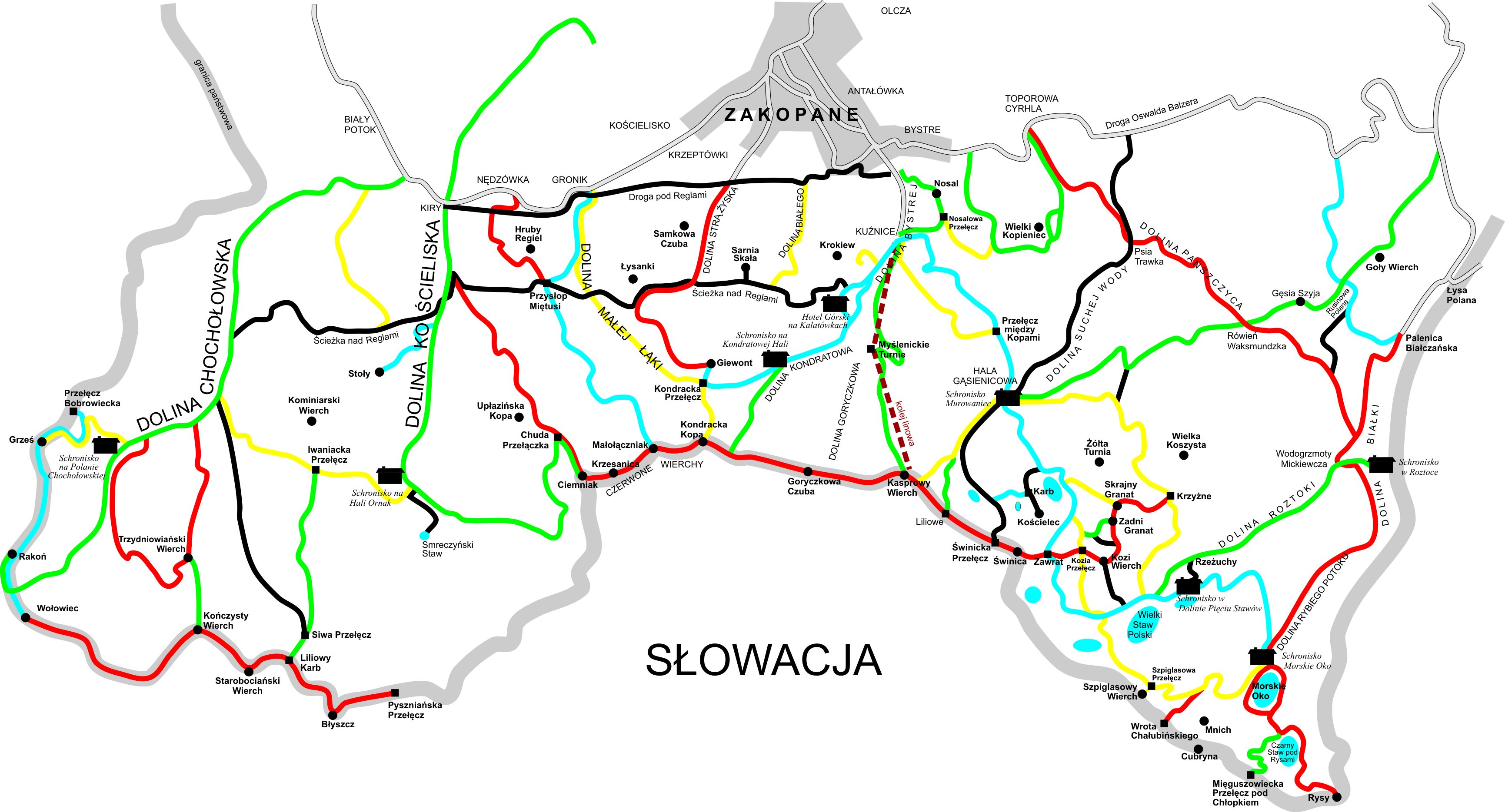
Wanderwege in der polnischen Tatra, die Berghütte ist links zu sehen

- ▬ auf einem grün markierten Wanderweg von dem Kościeliskoer Dorf Witów über einen grün markierten Wanderweg über die Dolina Chochołowska und die Almen Siwa Polana und Polana Huciska
- ▬ auf einem grün markierten Wanderweg von der Hütte über die Dolina Chochołowska Wyżnia auf den Kammweg zwischen Rakoń und Wołowiec und den Bergpass Zawracie
- ▬ auf einem gelb markierten Wanderweg von der Hütte über die Bobrowiecki Żleb auf den Grześ
- ▬ über einen rot markierten Wanderweg weiter über den Trzydniowiański Wierch auf die Wyżnia Jarząbcza Polana
- ▬ über den gelb markierten Papstweg auf die Wyżnia Jarząbcza Polana zum Tal Dolina Jarząbcza
- ▬ über einen schwarz markierten Wanderweg auf die Polana Chochołowska

## Übergänge

Lage der Berghütten im Tatra-Nationalpark

- ▬ ▬ Zur Ornak-Hütte über einen grün und gelb markierten Wanderweg

## Touren

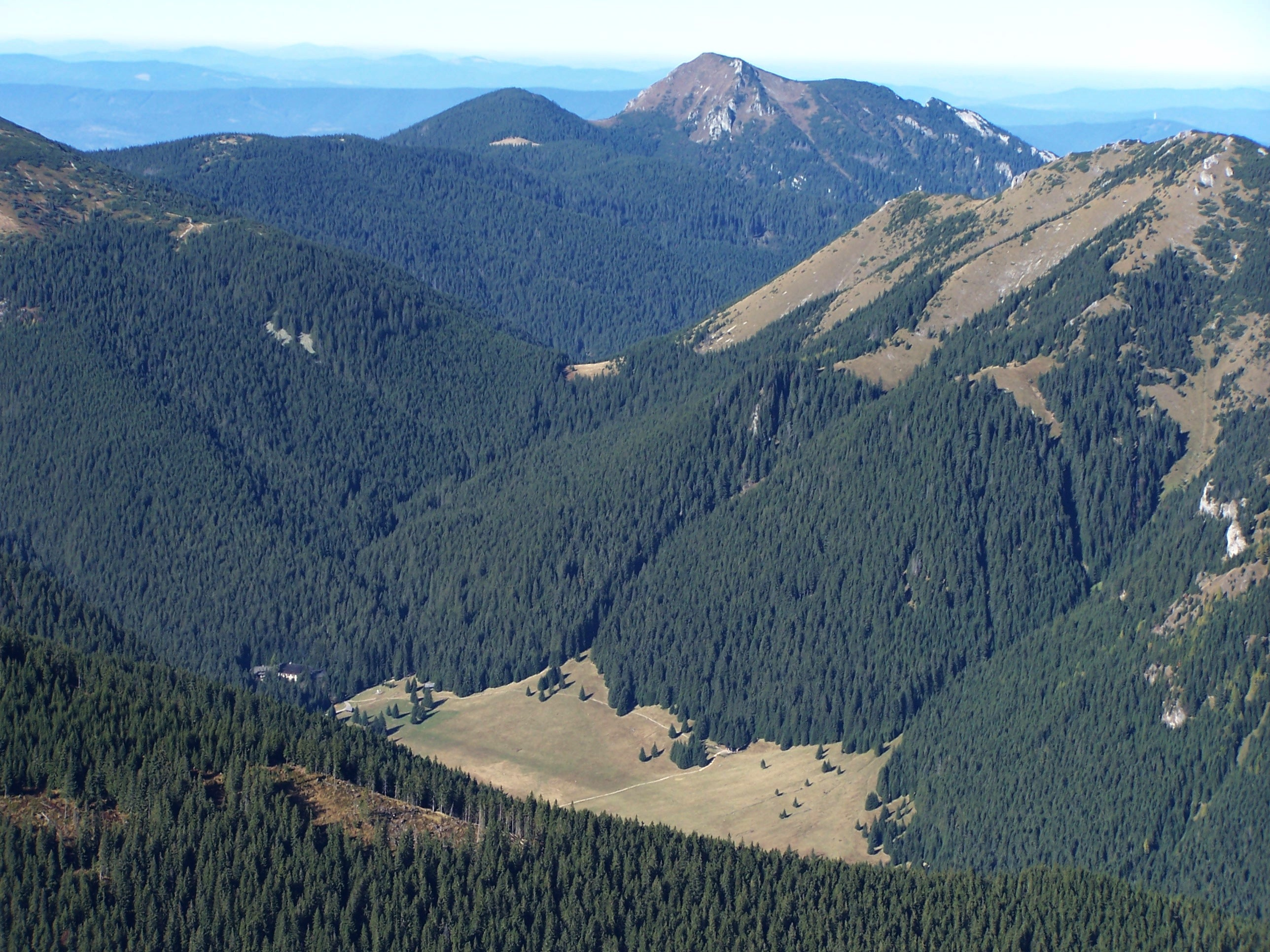
Sicht von den Gipfeln

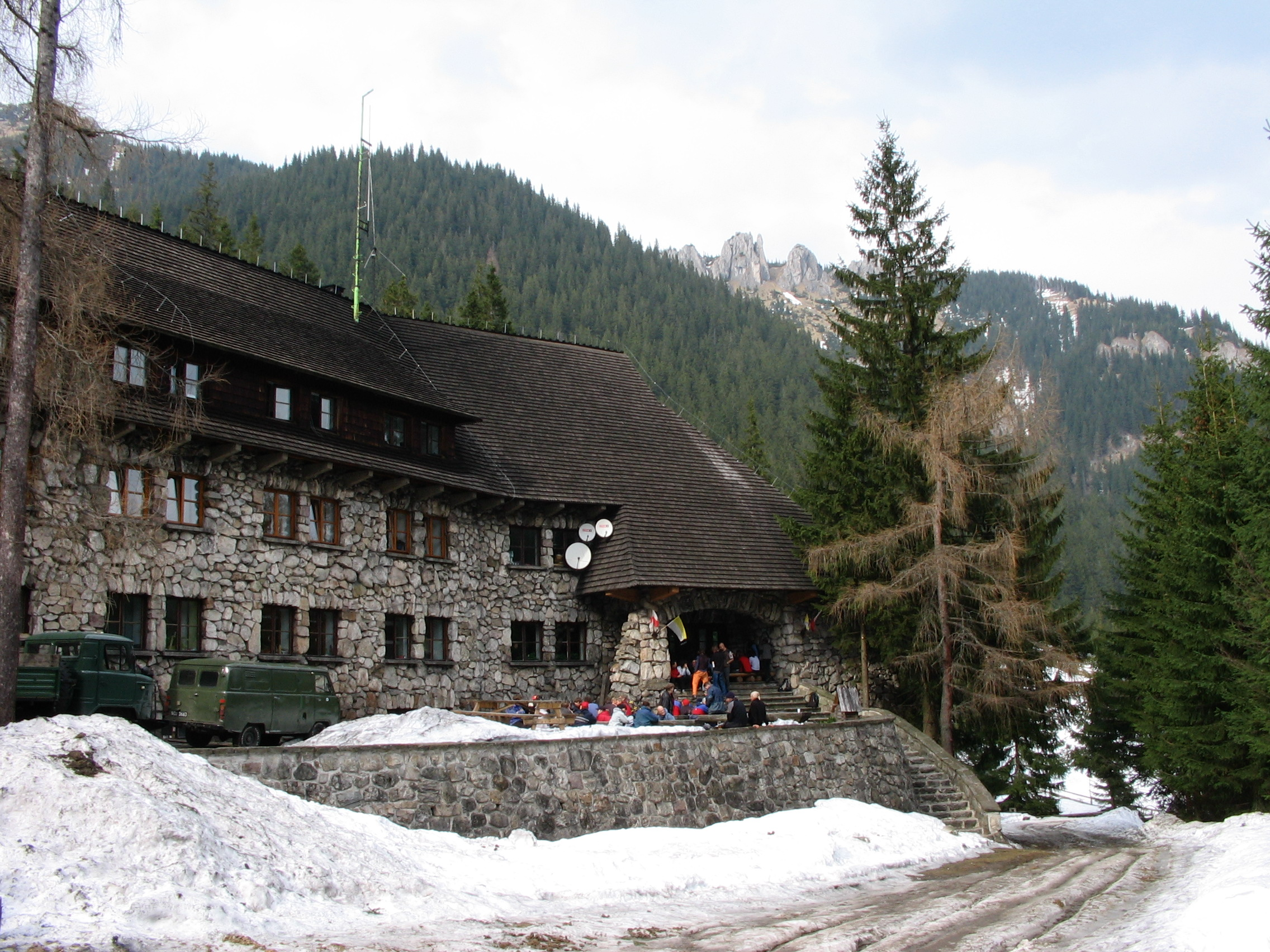
Eingang

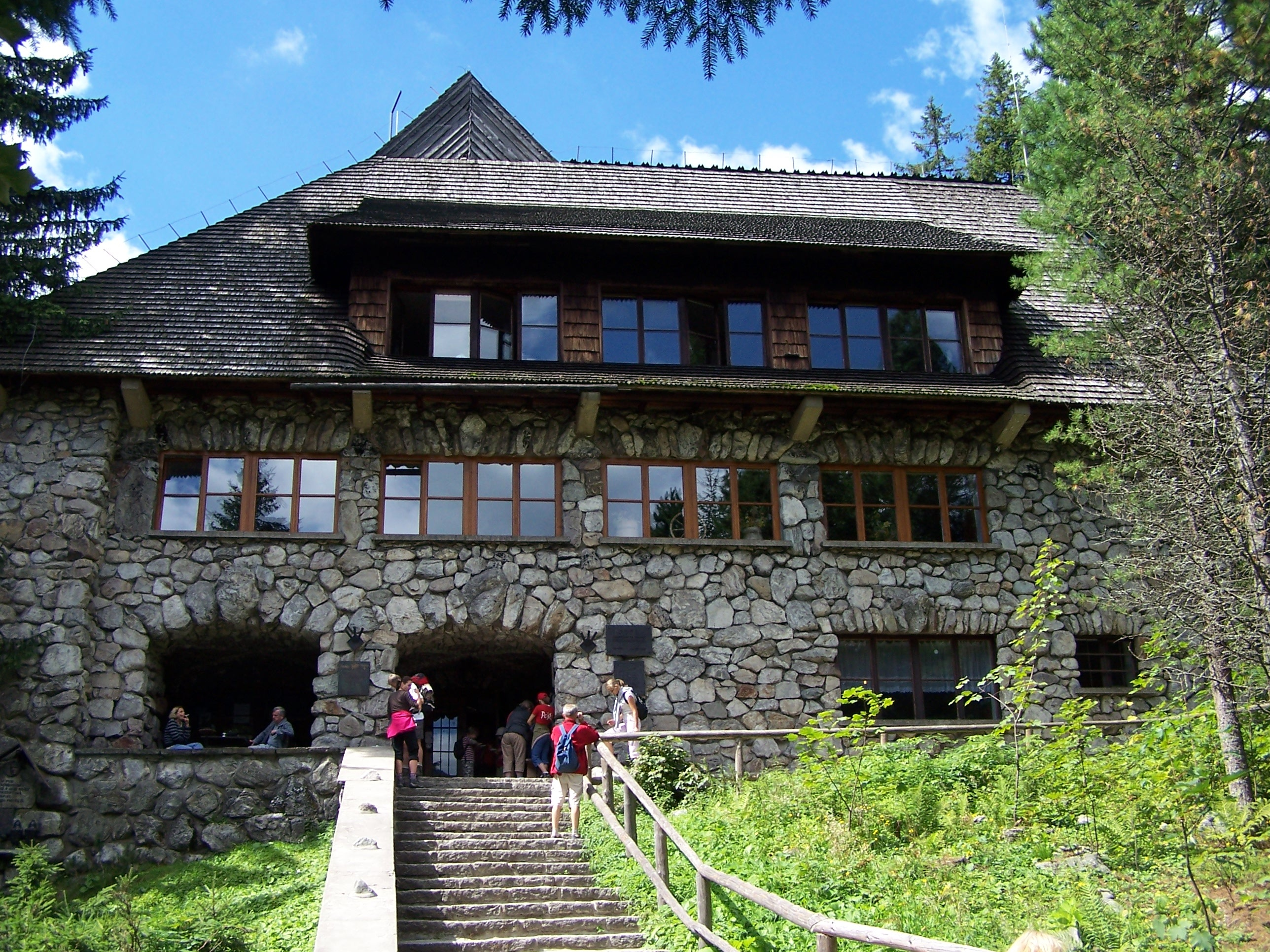
Frontansicht

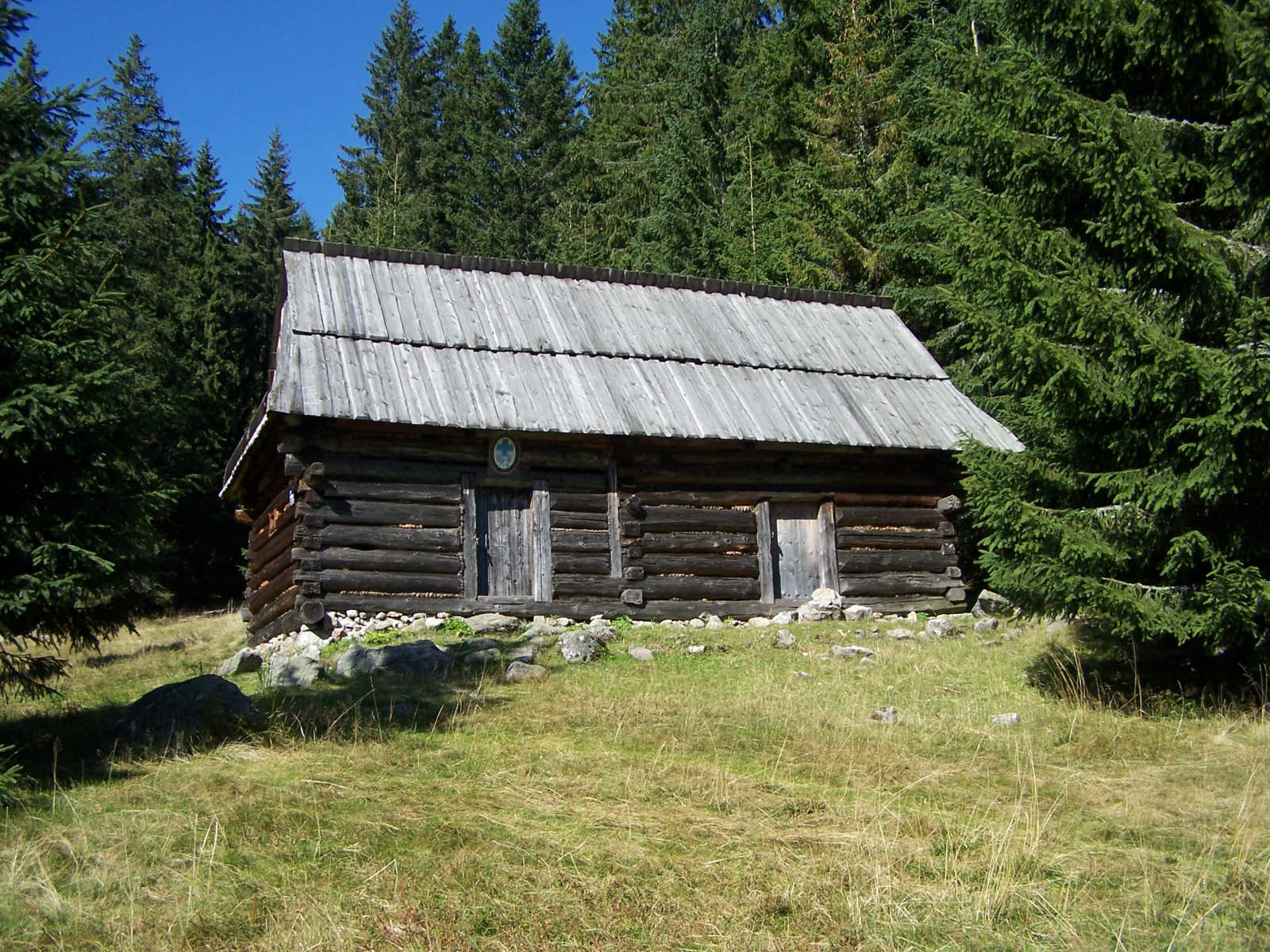
Almhütte vor der Schutzhütte

### Gipfelbesteigungen
Gipfel in der näheren Umgebung der Hütte sind:
- Starorobociański Wierch (2176 m)
- Jarząbczy Wierch (2137 m)
- Wołowiec (2063 m)
- Kopa Prawdy (2027 m)
- Kończysty Wierch (2002 m)
- Siwy Zwornik (1965 m)
- Łopata (1958 m)
- Ornak (1894 m)
- Rakoń (1879 m)
- Zadni Ornak (1867 m)
- Czubik (1845 m)
- Kotłowa Czuba (1840 m)
- Suchy Wierch Ornaczański (1832 m)
- Kominiarski Wierch (1829 m)
- Czerwony Wierch (1766 m)
- Trzydniowiański Wierch (1758 m)
- Bobrowiec (1663 m)
- Grześ (1653 m)
- Długi Upłaz (1632 m)
- Kopa (1596 m)
- Jamborowy Wierch (1565 m)
- Hrubas (1499 m)
- Furkaska (1491 m)
- Wierch Świerkule (1485 m)
- Wielki Opalony Wierch (1485 m)
- Parzątczak (1483 m)
- Mały Opalony Wierch (1448 m)
- Suchy Wierch (1428 m)
- Kruźlik (1400 m)
- Tyrałowa Czuba (1400 m)
- Wielka Turnia (1350 m)
- Zadnia Kopka (1333 m)
- Mały Kopieniec (1329 m)
- Wierch Spalenisko (1324 m)
- Wierch Kuca (1324 m)
- Pośrednia Kopka (1305 m)
- Klinowa Czuba (1276 m)
- Zadnia Rosocha (1271 m)
- Jaworzyński Przysłop (1269 m)
- Skrajna Rosocha (1262 m)
- Koryciańska Czuba (1261 m)
- Wielki Kopieniec (1257 m)
- Spalona Czuba (1257 m)
- Kryta Czuba (1246 m)
- Diabliniec (1241 m)
- Mała Furkaska (1133 m)
- Przednia Kopka (1113 m)
- Cisowa Turnia (1112 m)
- Jamska Czuba (1108 m)

### Bergpässe
- Kondracka Przełęcz (1725 m)